# Национальная картинная галерея Армении
Национальная галерея Армении (арм. Հայաստանի Ազգային Պատկերասրահ) — главный музей изобразительных искусств Армении. Национальная галерея Армении является одним из крупнейших музеев на территории СНГ.
Галерея была основана в 1921 г. и представляет собой часть Музейного комплекса на площади Республики в городе Ереване. Национальная галерея занимает верхние этажи комплекса с третьего по восьмой, а нижние два этажа здания занимает Национальный исторический музей Армении. По собранию армянского изобразительного искусства — крупнейшая коллекция в мире. В музее представлена самая полная коллекция картин Айвазовского (после Национальной картинной галереи имени И. К. Айвазовского в Феодосии). В фондах Национальной галереи Армении есть свыше 40 тыс. единиц хранения, фонд западноевропейского отдела располагает более 350 полотнами и рисунками.

## История
Галерея была основана в 1921 году по указу Армянской Советской Социалистической Республики и являлась художественным отделом Государственного музея. До открытия Галереи было сложно сформировать собрание картин, по большей части потому что в Ереване было мало государственных или частных художественных коллекций.

Первые работы, добавленные в коллекцию, были приобретены на выставке армянских художников в августе 1921 года.
Решающим событием в формировании коллекции была передача знаменитой коллекции Армянского культурного центра и пожертвования, сделанные армянскими художниками. К 1925 году 400 работ армянских, русских и европейских художников были представлены в шести залах государственного музея.

К 1935 году художественная секция музея прошла через много преобразований и стала самостоятельным Художественным Музеем. В 1947 году галерея была переименована в Государственную картинную галерею Армении, а в 1991 году в Национальную Галерею Армении.

Большая коллекция работ выставляется в галерее во многом благодаря усилиям граждан и пожертвованиям иностранных организаций.

На данный момент в коллекцию входит около 40,000 работу, большая часть из которых составляют постоянную выставку и представлены в 56 залах и галереях.

## Армянское искусство
Экспонированы около 700 образцов искусства. Экспозиция армянского классического искусства начинается с образцов достоверных копий средневековых фресок и миниатюр. Армянская живопись XVIII столетия начинается главным образом художественным наследием династии Овнатянов. Помимо произведений О. Овнатаняна, здесь, более целостно, представлено творчество А. Овнатаняна, основателя портретного жанра в армянской живописи, творившего с начала XIX века. В музее хранятся более 62 полотен И. Айвазовского, русского художника армянской национальности, писавшего множество картин на армянские мотивы. Значительная часть армянской экспозиции галереи  посвящена творчеству классиков армянского искусства живших в XIX—начале XX века — В. Суренянца, С. Агаджаняна, Е. Тадевосяна, Ф. Терлемезяна, Г. Башинджагяна, М. Сарьяна, А. Коджояна, А. Фетваджяна и др.

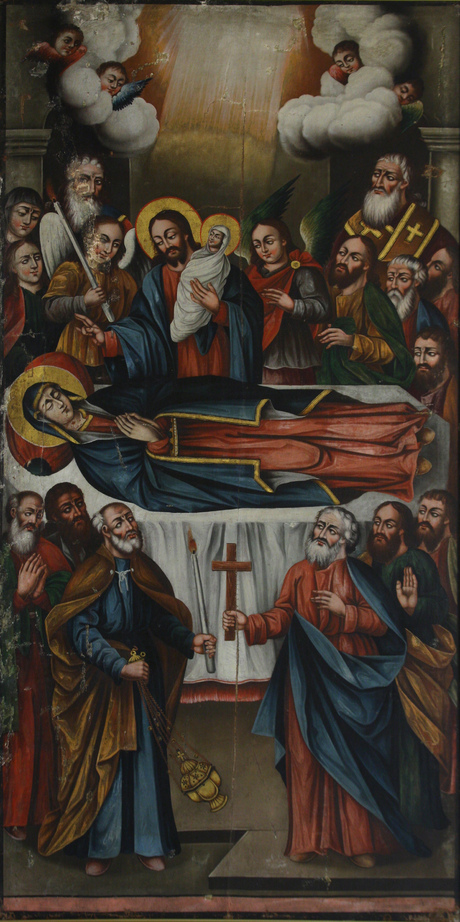
Успение Богородицы. О. Овнатанян, XVIII век
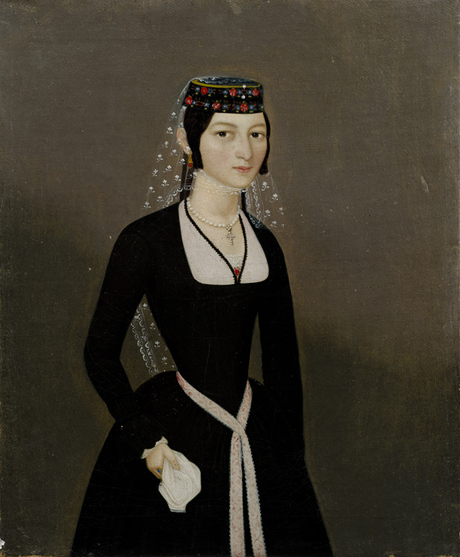
А. Овнатанян, Портрет Натали Туманян, 1830-1840 гг.
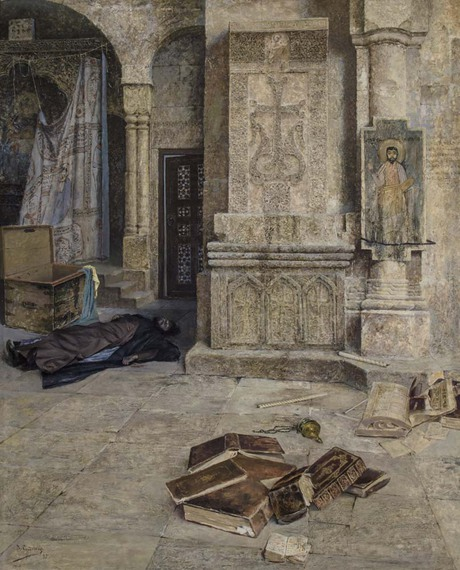
В. Суренянц, Попранная святыня, 1895 г.
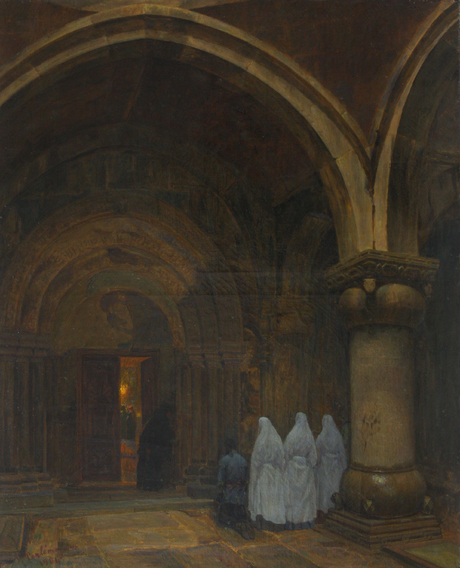
П. Терлемезян, Гавит Санаинского монастыря, 1904 г.
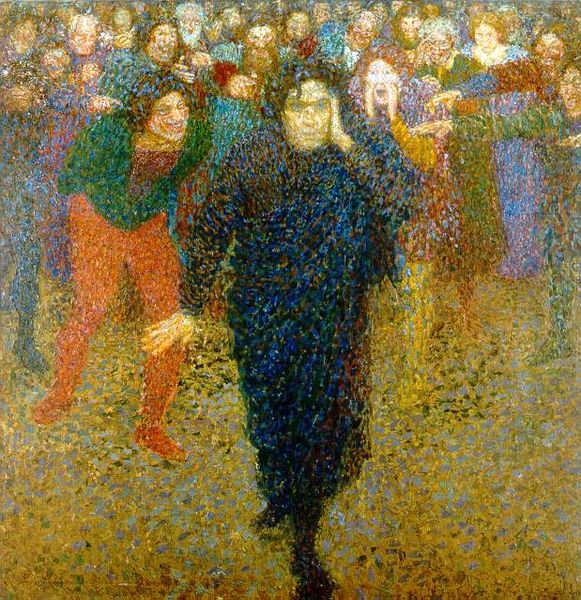
Е. Татевосян, Гений и толпа, 1919 г.

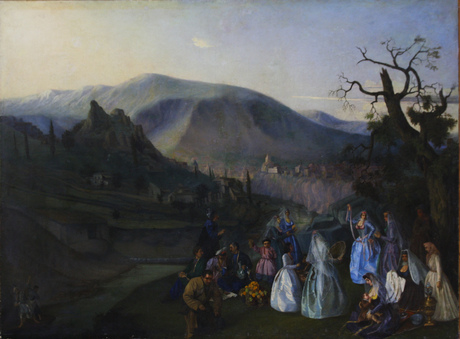
С. Нерсисян, Пикник на Куре, 1860 г.
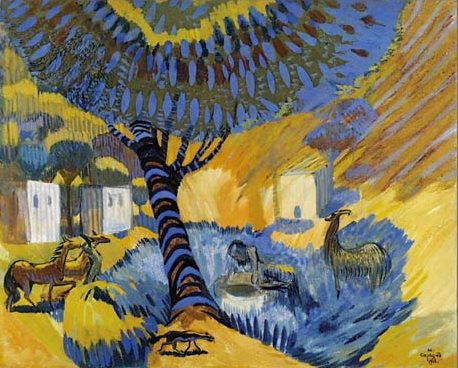
М. Сарьян, У колодца, жаркий день, 1908 г.
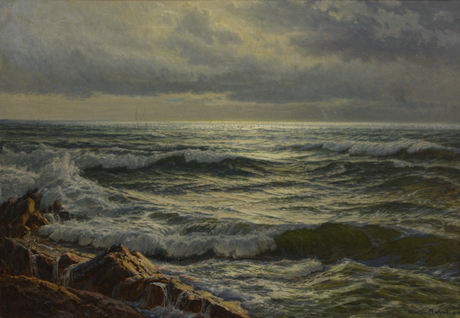
В. Махохян, Океан, 1918—1920 гг.
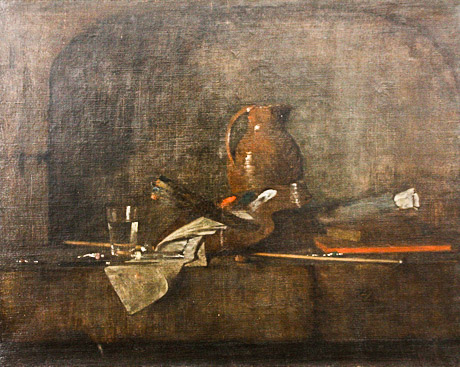
З. Закарян, Натюрморт. Художественные предметы, 1900 г.
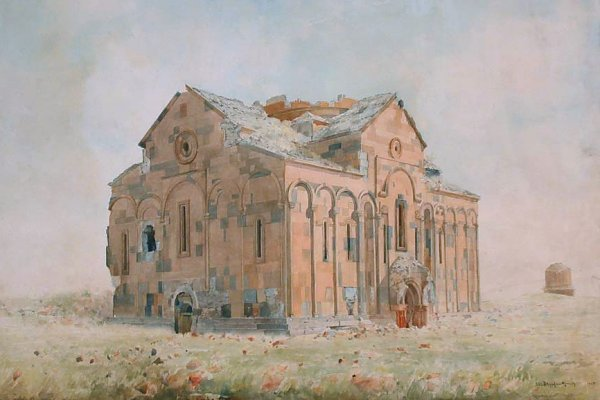
А. Фетваджян, Кафедральный собор Ани, 1905 год

## Западноевропейское искусство
Экспонированы около 170 полотен. Главным образом это 4 коллекции — итальянская, фламандская, голландская и французская, хотя здесь показаны также полотна испанских, немецких и др. живописных школ. Собрание европейской графики XVI—XVII веков насчитывает более 180 листов.

### Итальянская коллекция

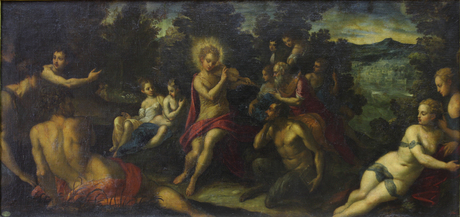
Тинторетто, «Аполлон и Пан»

Итальянское искусство в собрании музея открывается произведениями XIV века. Крайне примечательна полотно неизвестного художника круга Боттичелли «Рождество». Ярким примером Высокого Возрождения является картина «Аполлон и Пан» знаменитого Тинторетто. Итальянская портретная живопись XVII столетия в коллекции музея представлено работой Б. Строцци «Портрет Никола Куччи» и 2 портретами Гверчино, одного из ярких представителей болонской школы. К более раннему портретному жанру относится картина Понтормо. Особо богата коллекция с Библейскими сюжетами. Здесь представлены полотна «Рождение Христа и поклонение пастухов» Я. Бассано (недавно галерея получила в дар еще одно произведение Бассано) и «Добрый самарянин» Л. Бассано, произведения на Библейские темы Л. Джордано, П. Кортона, С. Риччи, Л. Синьорелли, П. Батони, Л. Бернардино, П. Фаринати, Сассоферрато, А. Турки, Дж. Каведоне. Примечательны также портреты Богородицы работы Б. Гарофало, С. Конка, Э. Сирани и др. Из числа художников-пейзажистов в собрании музея экспонированы картины Ф. Дзуккарелли, Дж. Гизольфи и неизвестные мастера XVIII века. К тому же периоду относится картина «Дворик» одного из крупнейших итальянских мастеров эпохи — Ф. Гварди.
В собрании галереи имеются графические работы таких художников как Дж. Тьеполо, Дж. Панини, Ф. Цуккаро, Я. Эмполи, Л. Камбьязо, С. делла Белла.

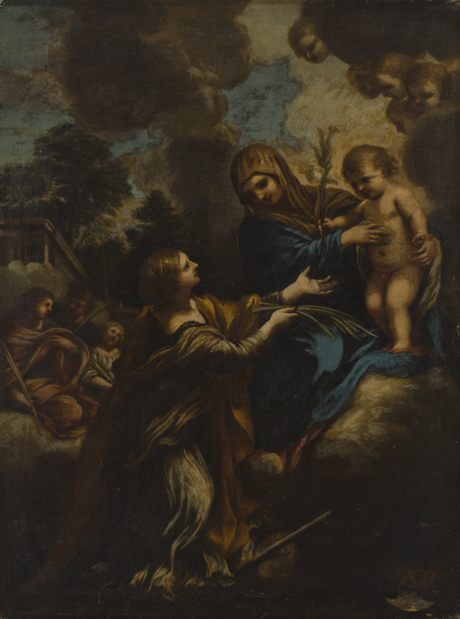
П. Кортона, Богородица, младенец Иисус и св. Катарина
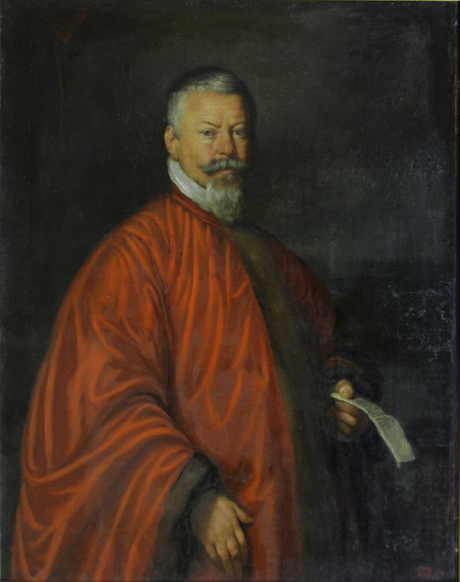
Б. Строцци, Портрет Никола Куччи
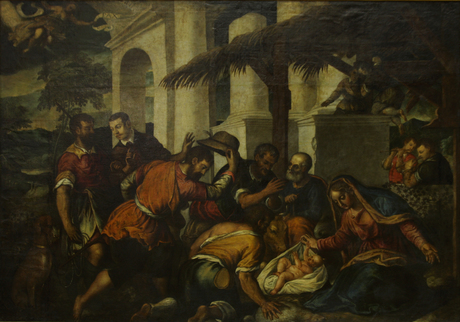
Я. Бассано, Рождение Христа и поклонение пастухов
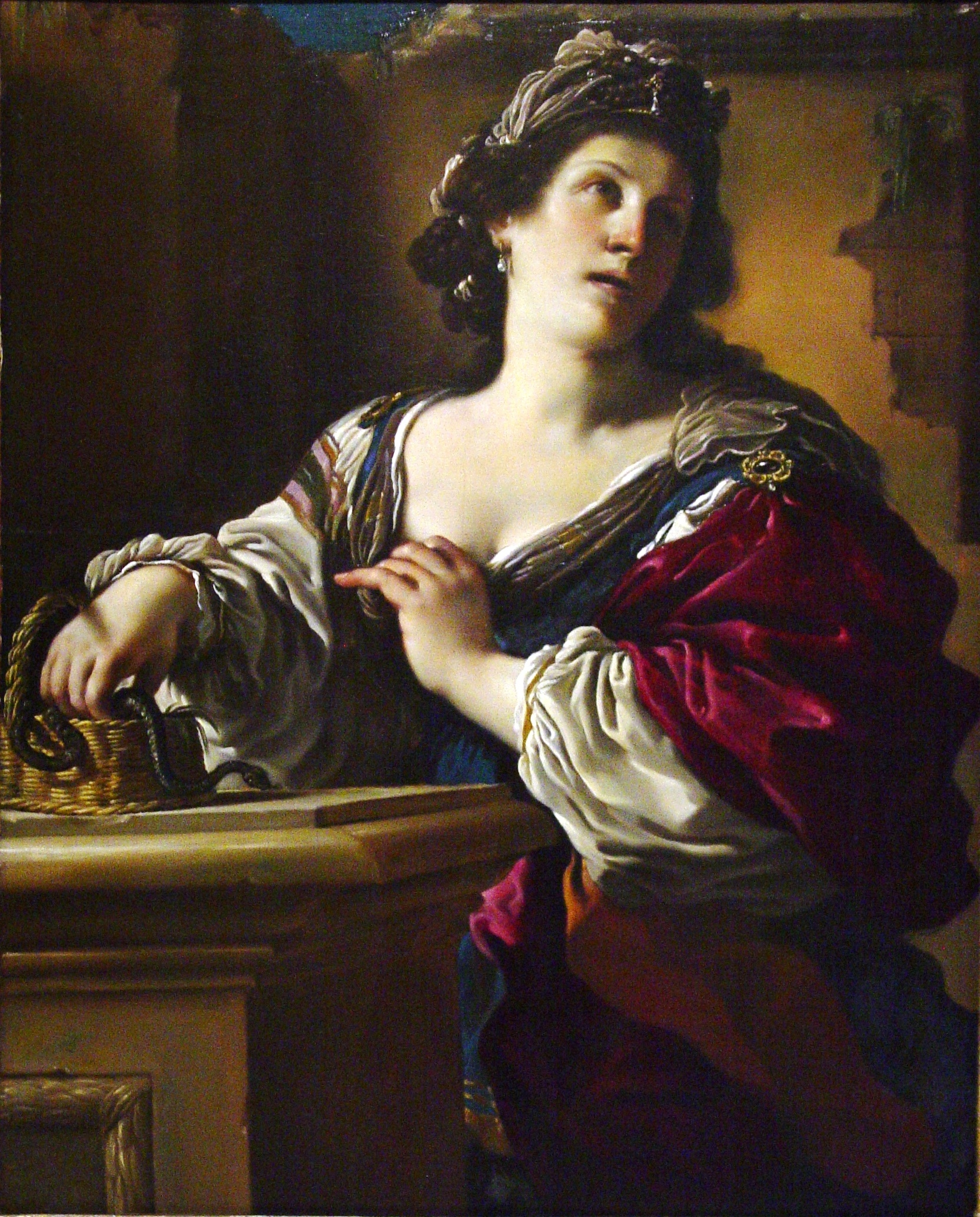
Гверчино, Клеопатра
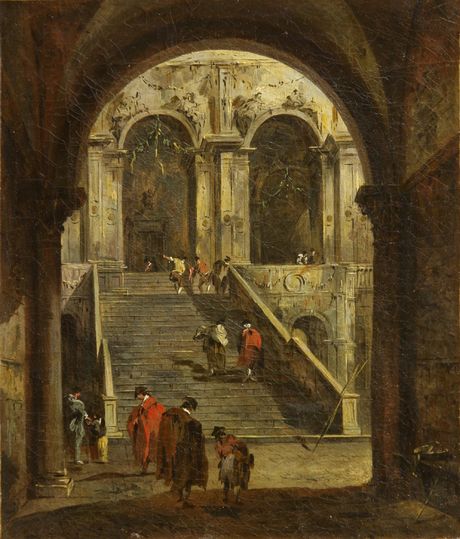
Ф. Гварди, Дворик

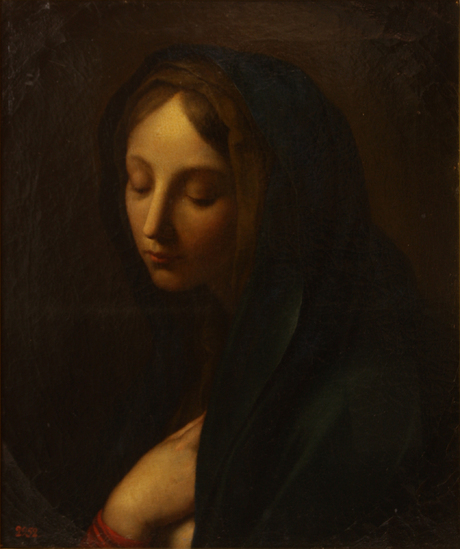
С. Конка, Богородица
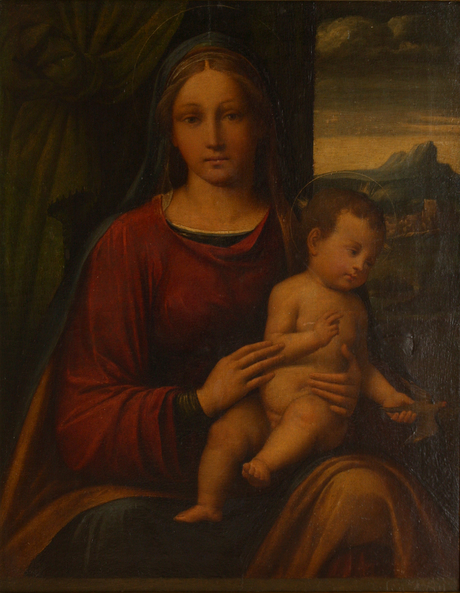
Гарофало, Мадонна с младенцем
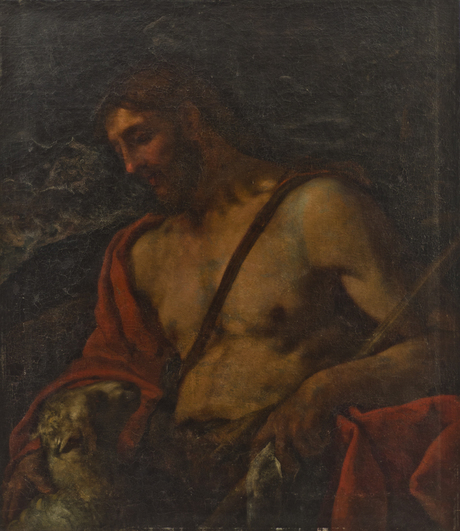
Л. Джордано, Добрый Пастырь
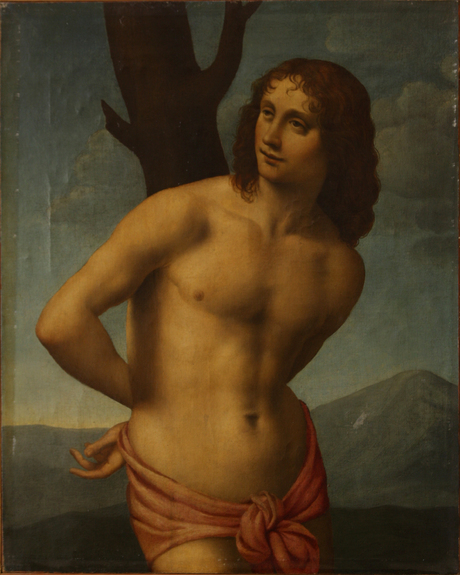
Л. Бернардино, Св. Себастьян
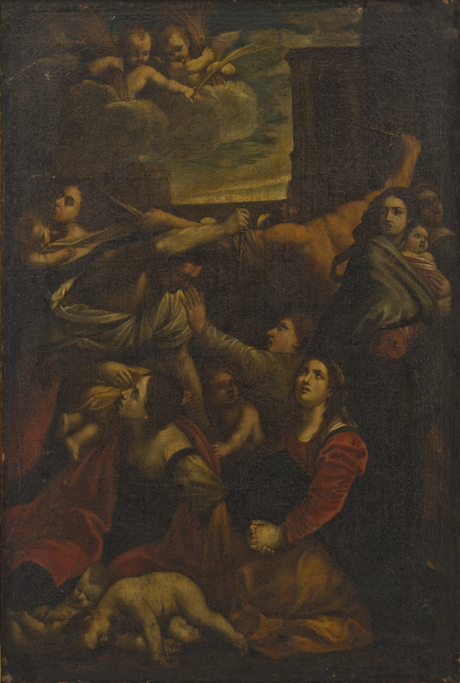
Л. Синьорелли, Избиение младенцев

### Фламандская и голландская коллекция

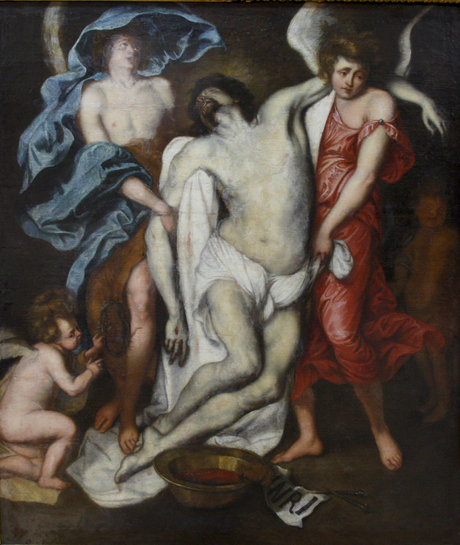
А. Ван Дейк, «Снятие с креста»

По данным 1982 года в галерее были экспонированы около 30 произведений фламандской и 60 произведений голландской живописи. Большинство работ голландской и фламандской школ живописи Нидерландов из коллекции музея относятся к XVII веку.
Фламандская живопись в собрании музея представлено картинами первостепенных мастеров. Среди них полотна «Шествие Силена» П. Рубенса и «Снятие с креста» Ван Дейка. Интересны натюрморты Г. Вербрюгена и Я. Фейта. Фламандский портрет представлен несколькими полотнами, из которых наиболее примечательны женский портрет П. Пурбуса и неизвестного мастера XVII века. Фламандская жанровая живопись представлено 2 полотнами Д. Тенирса Младшего и др. Исключительным реализмом исполнена картина сравнительно малоизвестного художника Я. Коссирса «Фавн в гостях у крестьян». В галерее имеется полотно «Горный пейзаж» фламандского художника-пейзажиста Й. Момпера.
Голландская коллекция представлено работами известных мастеров золотого века. В частности жанровая живопись в различных его выражениях представлено произведениями «Урок пения» К. Нетшера, «Общество за столом» П. Кодде, «Праздничный день» И. Дрохслота, «Игра в кегли» К. Дюсарта,  картинами, изображающими трактирные мотивы и т. д. Примечательна портретная композиция «Война и мир» Х. Гольциуса. К Библейскому сюжету относится работа «Рождение Христа» К. Йоса. Экспонированы также картины голландских пейзажистов, среди которых наиболее значимым является работа «Вид Дордрехта» Я. В. Гойена. Интересны также морской пейзаж Л. Бакхёйзена и картина «Пейзаж со сломанным деревом» А. Эвердингена. Так называемый «итальянизирующий пейзаж», получивший тогда в Голландии широкое распространение, представлен произведениями Н. Берхема, К. Пуленбурга, К. Дюжардена и Ф. Мушерона. В галерее имеются работы таких мастеров голландского натюрморта, как П. Клас, Я. Веникс и А. Бейерен. Голландский портрет представлен работой «Обменник» М. Стоммера и женским портретом К. Нетшера. К батальному жанру относятся композиции «Война поляков против шведов» Ф. Вауэрмана, «Битва» Э. Вельде и др.
В галерее хранятся графические работы А. Остаде, Я. Ливенса, Я. Ван дер Хейдена, М. Хемскерка, Г. Схалкена, А. Дипенбека, А. Вельде, Я. Бота, и др.

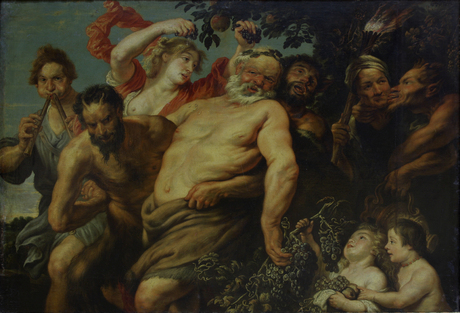
П. Рубенс, Шествие Силена
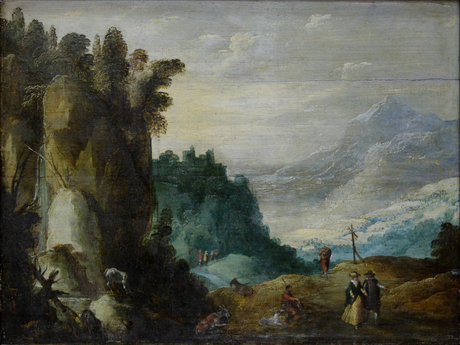
Й. Момпер, Горный пейзаж
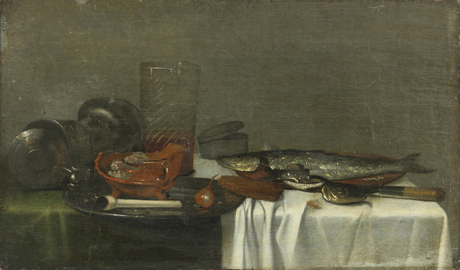
П. Клас, Натюрморт
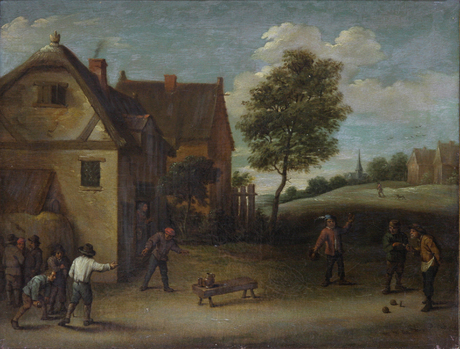
Д. Тенирс (Мл.), Играющие в кегли
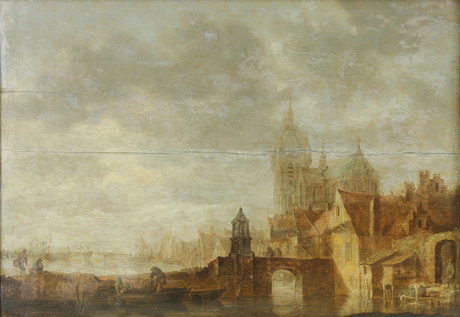
Я. В. Гойен, Вид Дордрехта

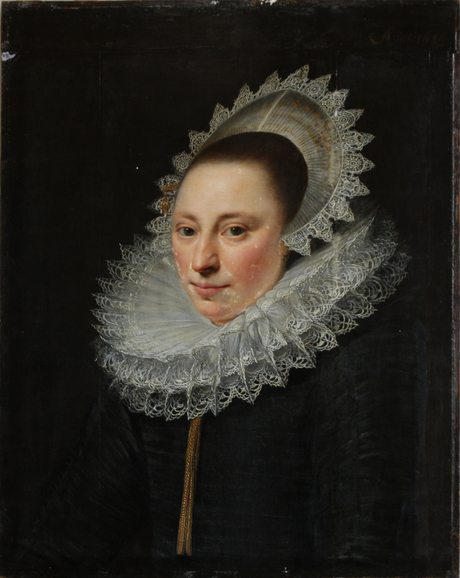
Неизвестный художник, Портрет женщины
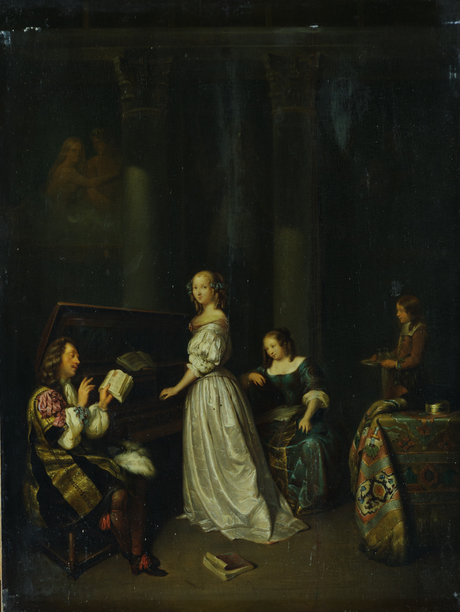
К. Нетшер, Урок Пения
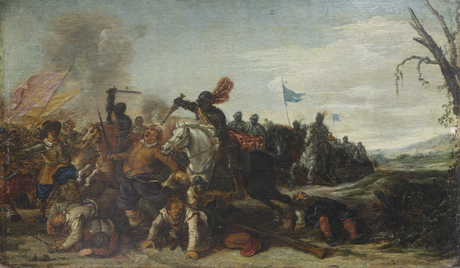
Э. Вельде, Битва
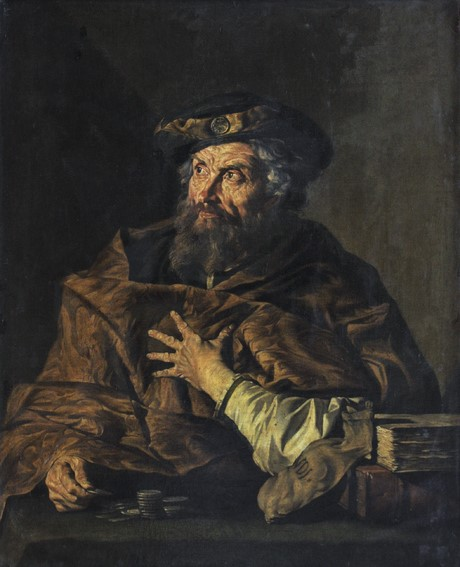
М. Стоммер, Обменник
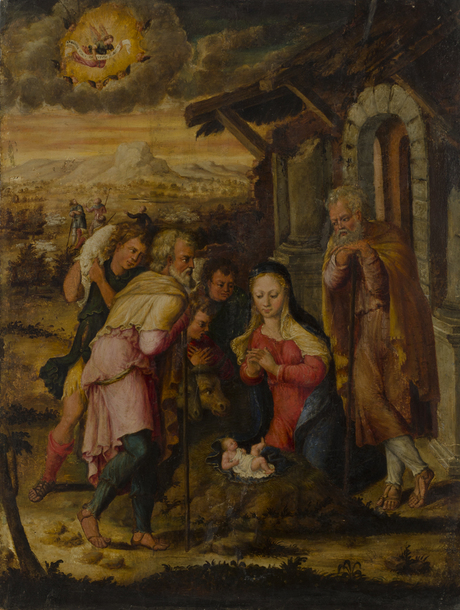
К. Йос, Рождение Христа

### Французская коллекция
Коллекция французской живописи самое большое по количеству среди западноевропейской живописи в галерее. Собрание открывается полотнами XVII века. Здесь представлены такие крупнейшие представители живописи Франции XVIII века как Ж. Фрагонар картиной «Ринальдо и Армида», Ж.-Б. Грёз картиной «Голова девушки», а также произведения таких художников как Ж.-М. Натье, Н. Ларжильер, Ф. Друэ, Ш. Ван Лоо, Ж. Куртуа и др. Недавно музей получила в дар полотно «Девушка с цветком» одного из крупнейших представителей стиля рококо Ф. Буше. К этому же стилю относится произведение Н. Ланкре «Итальянские комедианты» и полотно Ф. Лемуана «Спящее дитя и ангелы». В стиле сентиментализма и классицизма представляется портретная работа Э. Виже-Лебрёна. Развитие пейзажного жанра во французской живописи в собрании музея можно прослеживать с XVII века. К этой эпохе относится работа Г. Дюге. Пейзажный жанр XVIII столетия в галерее представлено 3 полотнами Ю. Робера и 3 полотнами К. Верне. Важнейшее место в развитие реалистических традиций во французском искусстве XIX века имело барбизонская школа, из крупнейших представителей которого в музее экспонированы «Сумерки в лесу» Т. Руссо, 2 картины Диаса, а также морской пейзаж Ф. Зима. В галерее имеется полотно «Портрет девушки» крупнейшей фигуры французского реализма XIX столетия Г. Курбе. В коллекции музея к этому же столетию относится произведение О. Верне, А. Декана, Ж.-А. Гюдена и др.. О развитии французской живописи нового времени дают общее представление картины Э. Будена, Л. Анкетена, Б. Бюффе, А. Монтичелли.
В галерее имеются графические произведения таких художников как А. Ватто, Ж.-Б. Грёз, Ж. Белланж, Ж. Паскин, О. Роден и др., произведения таких скульпторов как А Канова и Э. Фальконе.

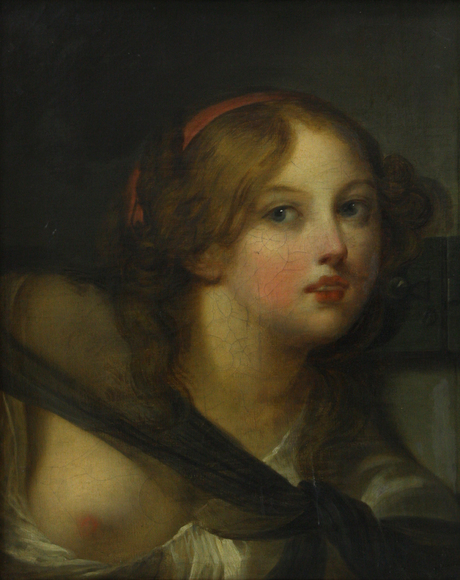
Ж.-Б. Грёз, Портрет девушки
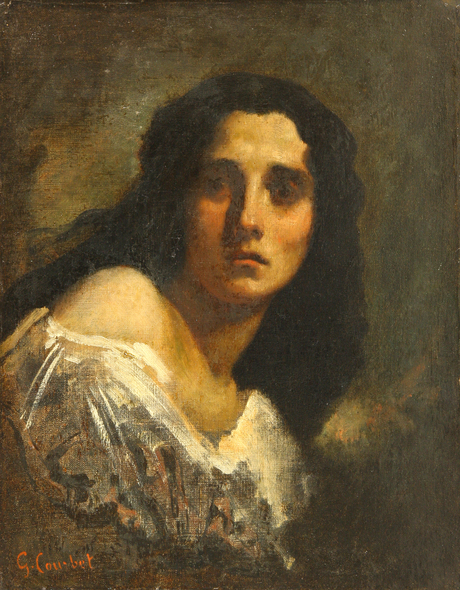
Г. Курбе, Портрет девушки
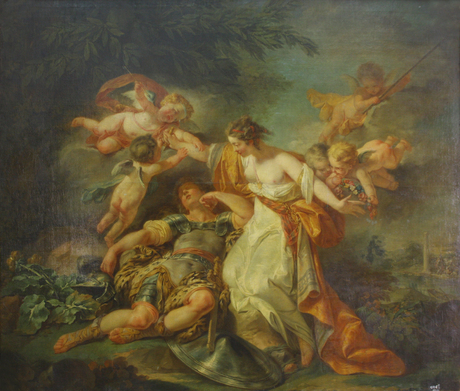
Ж. О. Фрагонар, Ринальдо и Армида
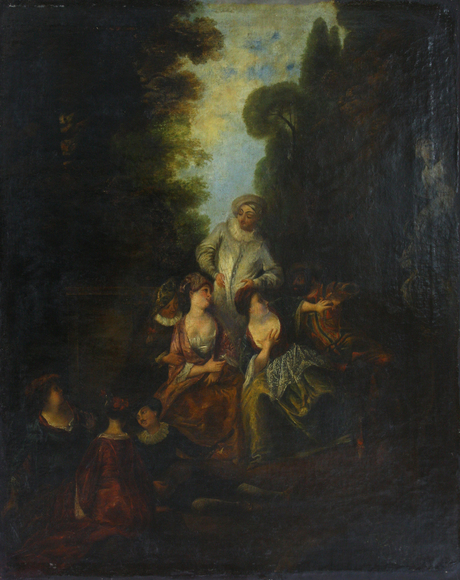
Н. Ланкре, Итальянские комедианты
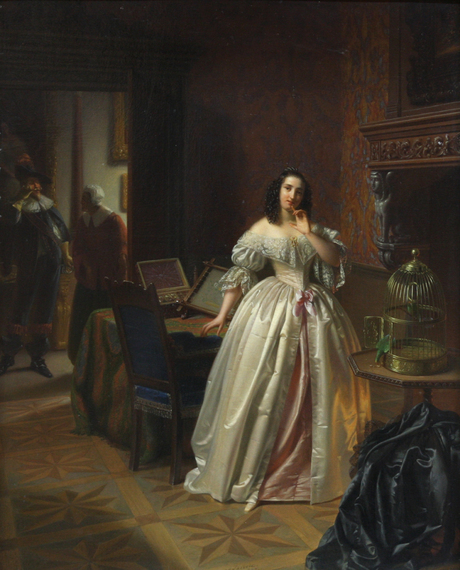
Э. Делакруа, Гость

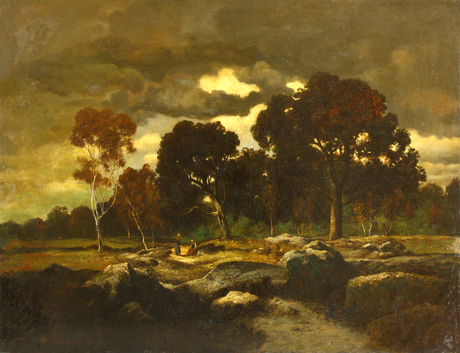
Т. Руссо, Сумерки в лесу
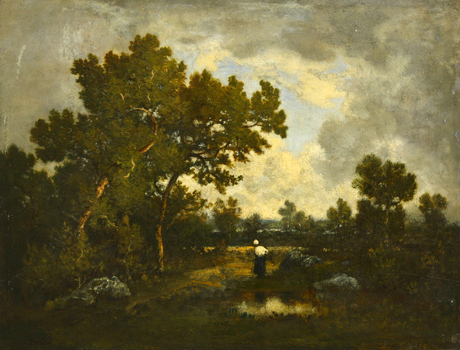
Диас, Пейзаж
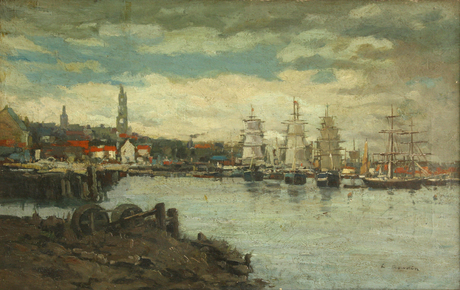
Э. Буден,  Порт
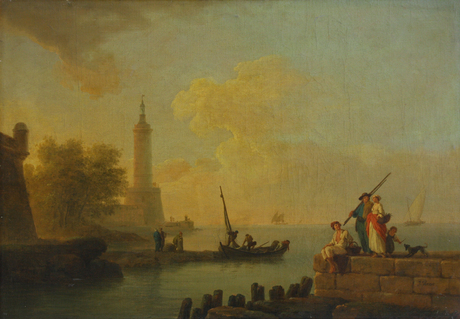
К. Верне, Морской пейзаж
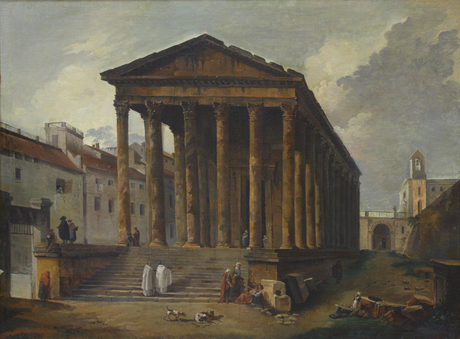
Ю. Робер, Античный храм

### Испанская, Немецкая и др.
Испанская живопись в собрании галереи показано несколькими полотнами среди которых «Снятие с креста» одного из крупнейших представителей испанского маньеризма Л. Моралеса. В музее хранится  офорт «Быки» одного из наиболее ярких мастеров изобразительного искусства эпохи романтизма Ф. Гойи и полотно «Чтение» М. Фортуни, одного из лидеров романтического ориентализма. Недавно галерея получила в дар также 4 графических работ С. Дали. Немецкая живопись показано полотнами пейзажистов Я. Ф. Хаккерта, Г. Рооса и др. В коллекции музея имеются 9 графических произведений выдающегося немецкого художника А. Дюрера, гравюра Х. Бехама «Христос перед народом», а также графическая работа художника рубежа XIX—XX веков Ф. Штука и др. Помимо художников испанской и немецкой школ живописи музей обладает полотнами швейцарских художников А. Калама, Л. Робера, произведениями Д. Ходовецкого, Я. Суходольского, Й. Андрееску, Ш. Димитреску и др..

## Русское искусство
Экспонированы около 230 живописных работ. Русское светское искусство в галерее представлено начиная с середины XVIII века. В собрании музея имеются ряд портретов и скульптур последних десятилетий XVIII—начала XIX века, среди которых работы И. Аргунова, Д. Левицкого, Ф. Рокотова, В. Боровиковского, И. Матроса и Ф. Шубина. Среди 3 портретов кисти Д. Левицкого самый ранний из известных его портретных произведений. Русский пейзаж XVIII века в галерее представлено несколькими картинами — это произведения Ф. Матвеева и М. Иванова. Русская живопись первой половины XIX века представлено произведениями О. Кипренского, 4 полотнами В. Тропинина, 3 полотнами С. Щедрина, картинами К. Брюллова, П. Басина, и др.. Академическое направление второй половины XIX века показано творчеством Г. Семирадского. Вторая половина XIX века представлено произведениями С. Зарянко, И. Хруцкого, В. Серебрякова и др. Искусство рубежа XIX—XX веков представлено произведениями таких художников как А. Бенуа, мастерами символического направления Б. Анисфельда, В. Борисова-Мусатова, а также работами русского авангарда. Среди шедевров коллекции этого периода — полотно «Дача» М. Шагала и 2 полотна В. Кандинского. В собрании музея имеются 5 произведений И. Шишкина, 11 произведений И. Левитана, многочисленные полотна В. Сурикова, И. Репина, В. Серова, А. Куинджи, В. Верещагина, К. Маковского, В. Маковского, В. Поленова, М. Врубеля, М. Нестерова, К. Петров-Водкина, и др. Музей обладает более 60 картинами И. Айвазовского.

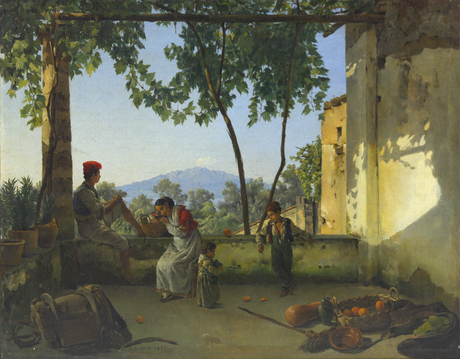
С. Щедрин, Балкон. В Сорренто
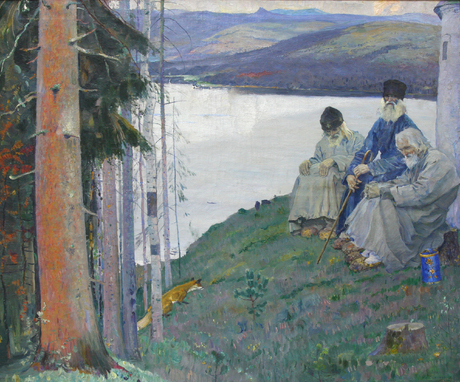
М. Нестеров, Три старика
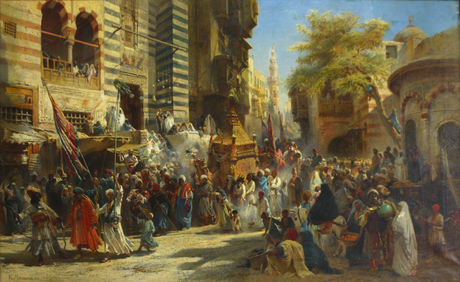
К. Маковский, Перемещение ковра Мухаммеда из Мекки в Каир
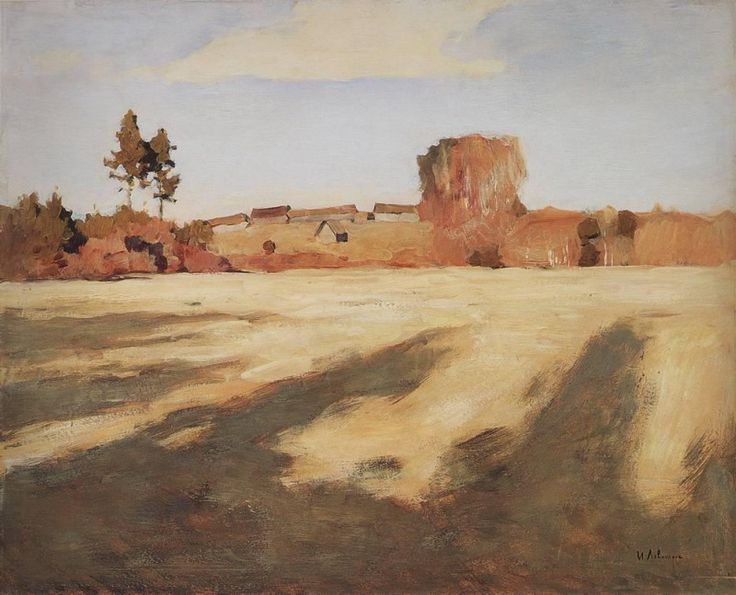
И. Левитан, Осень. Солнечный день
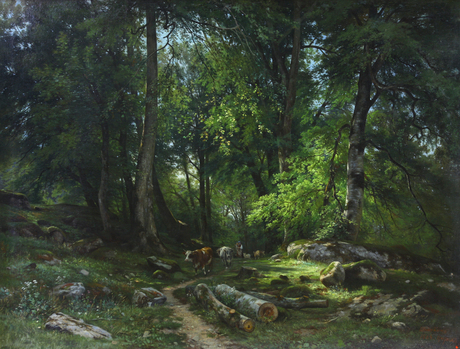
И. Шишкин, В лесу

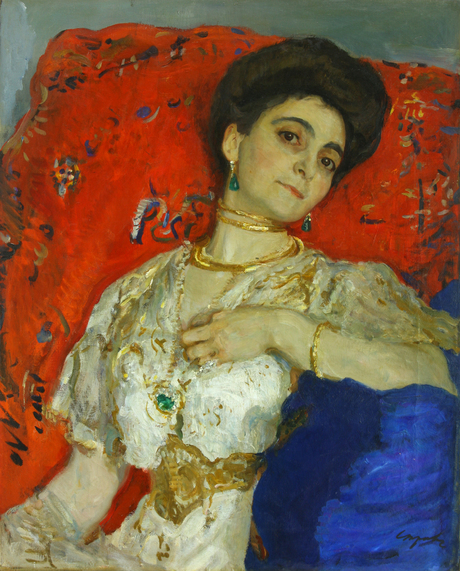
В. Серов, Портрет М. Н. Акимовой
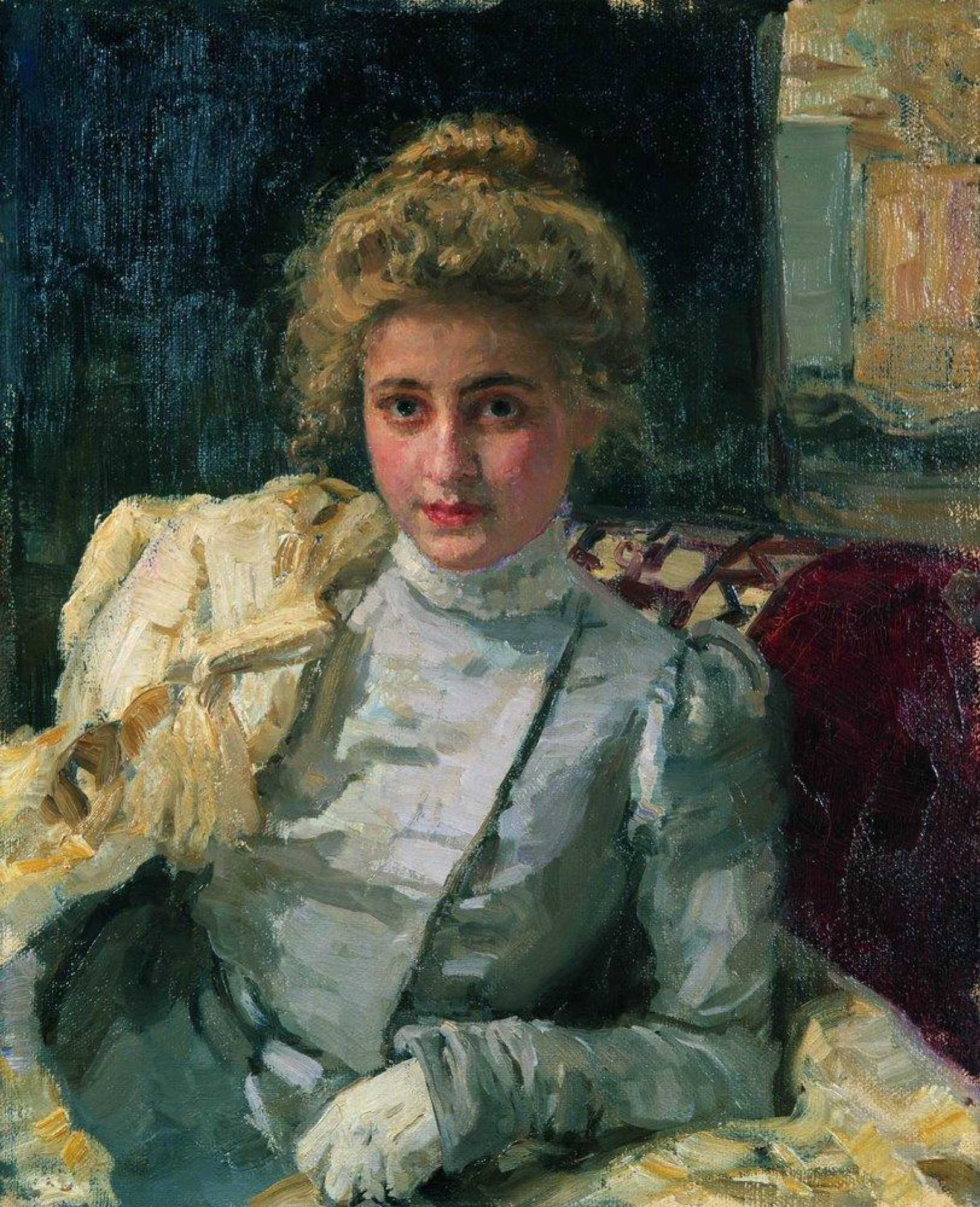
И. Репин, Портрет Тевяшовой
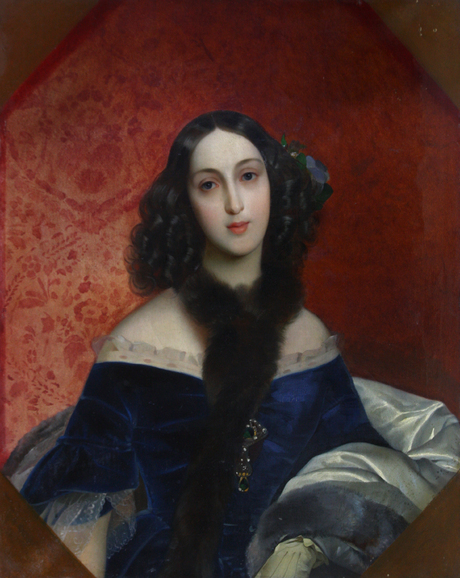
К. Брюллов, Портрет М. А. Бек
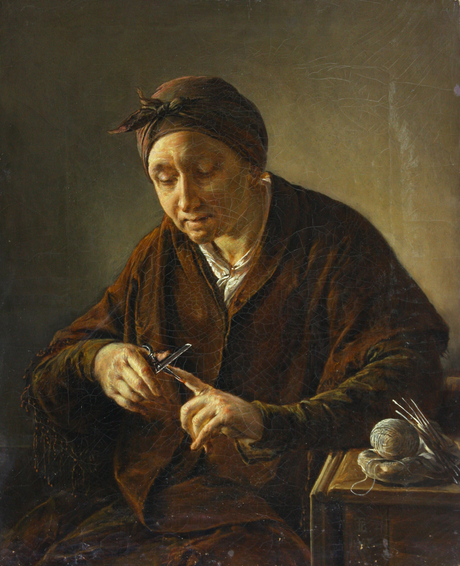
В. Тропинин, Портрет женщины
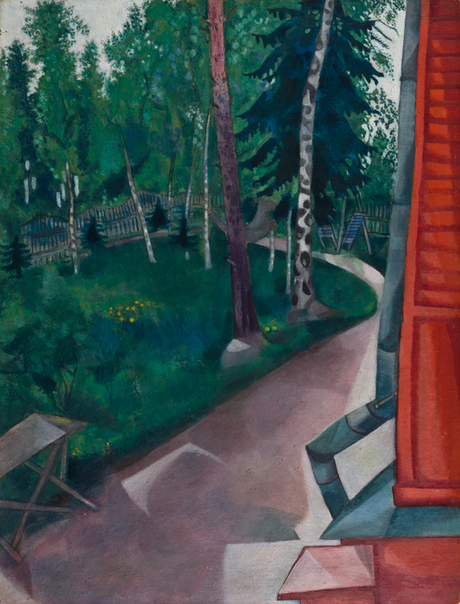
М. Шагал, Дача

Коллекции музея постоянно пополняются новыми экспозициями.

## Директора галереи
- 1925—1951 — Рубен Дрампян
- 1952—1962 — Рубен Парсамян
- 1962—1967 — Армен Чилингарян
- 1967—1987 — Эдуард Исабекян

Мемориальная доска Дрампяну

- 1987—1990 — Александр Тер-Габриелян
- 1991—2002 — Шаген Хачатурян
- 2002—2015 — Фараон Мирзоян
- 2015—2020 — Арман Цатурян
- с 2020 — Марина Акопян